# Cesare Asti
Cesare Asti (Napoli, 28 giugno 1815 – Napoli, 20 giugno 1897) è stato un attore teatrale italiano.

## Biografia
Cesare Asti fu un attore teatrale italiano, attivo nel XIX secolo.
Si mise in evidenza nel 1840 al Teatro dei Fiorentini di Napoli, interpretando la parte di un vecchio mendico nel dramma La valle del torrente, con il quale riscosse un grande successo e consenso.
Negli anni successivi lavorò con numerose compagnie teatrali, nel ruolo di caratterista e nel 1854 diventò capocomico, dirigendo una compagnia costituita dalla prima attrice Laura Della Seta, dalla prima amorosa Amalia Apelli Alberti, dal primo attore Luigi Carani, dal primo amoroso Ludovico Bernabei, padre e tiranno Cesare Asti, caratterista Giuseppe Terzuoli, parti brillanti Valeriano Pedretti; successivamente guidò la Drammatica Compagnia Veneta, diretta nel 1857.
Tra le opere rappresentate si possono menzionare quelle di Torquato Tasso.
Era famoso soprattutto per la parte dell'ignorante e del personaggio che fa papere, così come per la sua brama di ricevere applausi, che ispirava in lui reazioni imprevedibili, se insoddisfatta.